# 리노 밴피

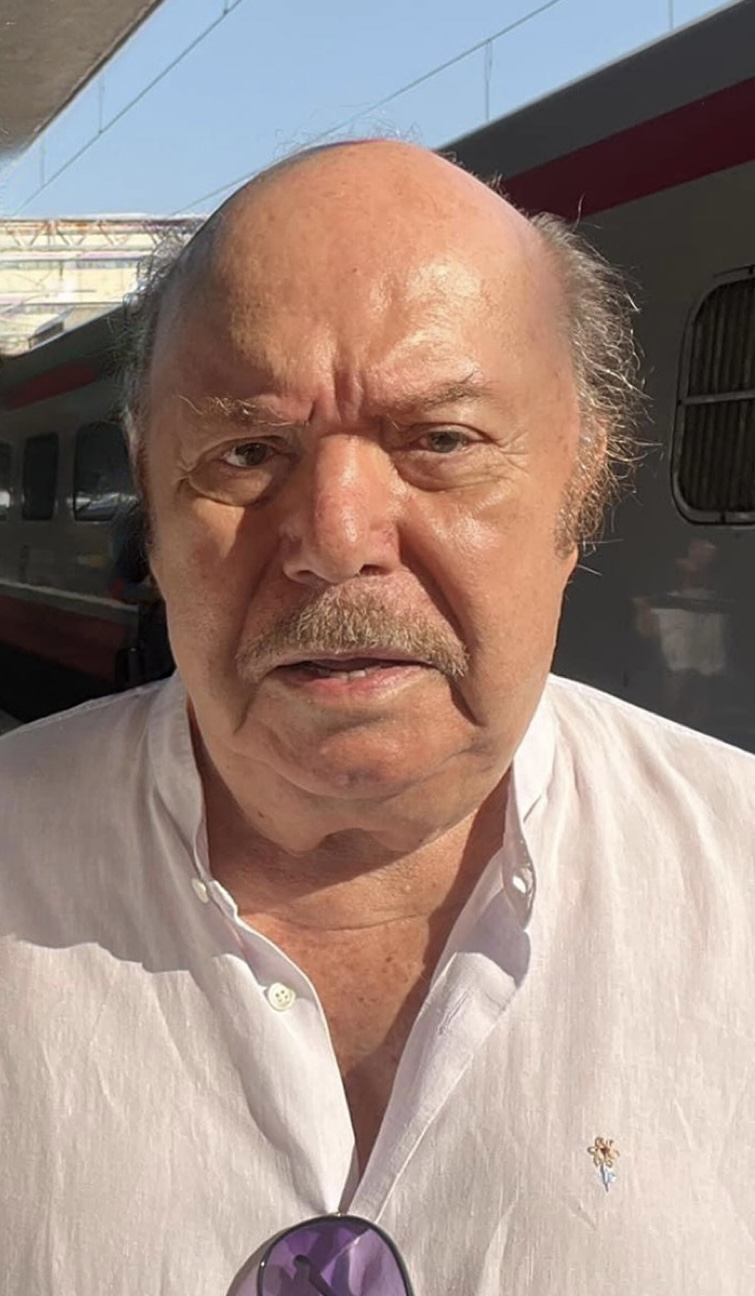

리노 밴피(Pasquale Zagaria, 1936년 7월 9일 ~ )는 이탈리아의 희극 배우, TV 사회자, 극작가, 각본가, 연극 배우, 영화배우이다.
안드리아에서 태어났다.

## 영화
- 쿼 바도? (2015년)
- 마리아, 그는 그걸 좋아하지 않아 (2009년)
- 알레나토레 넬 팔로네 2 (2008년)
- 살인 사건 소동 (1987년)
- 알레나토레 넬 팔로네 (1984년)